# تاكاكي توموزاوا
تاكاكي توموزاوا (باليابانية: 友澤 貴気) (6 مارس 1993 في كاناغاوا في اليابان – )؛ هو لاعب كرة قدم ياباني سابق كان يلعب كمدافع.

## وصلات خارجية
- تاكاكي توموزاوا على موقع رابطة كرة القدم اليابانية للمحترفين (اليابانية)